# A Crazy Steal
Albums de The Hollies
Russian Roulette
(1976) Five Three One - Double Seven O Four
(1979)
A Crazy Steal est le dix-huitième album du groupe The Hollies, sorti en 1978.

## Titres
Toutes les chansons sont écrites et composées par Allan Clarke, Tony Hicks et Terry Sylvester, sauf mention contraire.
| 1. | Writing on the Wall |  | 4:27 |
| 2. | What Am I Gonna Do  |  | 4:38 |
| 3. | Let It Pour         |  | 3:47 |
| 4. | Burn Out            |  | 3:36 |
| 5. | Hello to Romance    |  | 5:06 |

| 6.  | Amnesty                    | D. Doumas                        | 3:35 |
| 7.  | Caracas                    |                                  | 3:13 |
| 8.  | Boulder to Birmingham (en) | Emmylou Harris, Bill Danoff (en) | 3:58 |
| 9.  | Clown Service              |                                  | 3:51 |
| 10. | Feet on the Ground         |                                  | 5:21 |

## Musiciens
- The Hollies :
  - Bernie Calvert : basse
  - Allan Clarke : chant, harmonica
  - Bobby Elliott : batterie, percussions
  - Tony Hicks : guitare, chant
  - Terry Sylvester : guitare rythmique, chant

- Musiciens supplémentaires :
  - Jim Jewell : saxophone alto et saxophone soprano sur Writing on the Wall et Caracas
  - Tony Coe : saxophone soprano sur Hello to Romance
  - Sol Amarfio : congas sur Let It Pour et Caracas
  - Hans-Peter Arnesen : piano et clavinet sur Writing on the Wall, What Am I Gonna Do, Caracas et Feet on the Ground
  - Pete Wingfield : piano, synthétiseur, orgue